# Cimiez

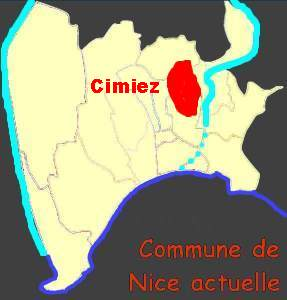
La posizione della collina di Cimiez all'interno della città di Nizza.

Cimiez (nome originario in italiano Cimella) è un quartiere di Nizza.
Le origini di Cimella sono attestate dalla storia pluri-millenaria della collina: Cimiez era la sede dei Liguri Vediantii tra il III e il II secolo a.C. La collina di Cemenelum fu scelta da Augusto come capoluogo della provincia delle 'Alpes Maritimae'; Cemenelum restò una grande rivale commerciale della vicina 'Nicea' fino all'invasione longobarda.
A Cimella si trovano il museo Henri Matisse e delle rovine romane: arene, terme, un anfiteatro e una basilica paleocristiana.
Il Nice Jazz Festival ha luogo, a fine luglio, nelle rovine delle arene di Cimiez e negli uliveti adiacenti.
Nelle vicinanze, si trova l'Hotel Régina costruito da aristocratici inglesi principalmente per la Regina Vittoria. Sulla collina si trovano anche il monastero di Cimiez e la chiesa dei monaci francescani del XVI secolo. La chiesa ospita le tre opere maggiori dell'artista medievale Ludovico Brea: la Pietà, la Crocefissione e la Deposizione della croce.
I giardini del monastero ospitano un roseto e un magnifico belvedere su Nizza e sul mare.
I pittori Henri Matisse e Raoul Dufy sono seppelliti nel cimitero del monastero, così come Roger Martin du Gard, premio Nobel per la letteratura 1937.